# Віто Корлеоне
Віто Корлеоне (італ. Vito Corleone) на прізвисько «Хрещений батько» та «Дон Корлеоне», справжнє прізвище Андоліні, (1891—1955) — вигаданий головний герой роману Маріо П'юзо та однойменного кіно-блокбастеру «Хрещений батько» режисера Френсіса Копполи про мафіозний клан італійських американців Корлеоне «Хрещений батько» та однойменної екранізаці режисера Френсіса Форда Копполи.